# Noies sense frens
Noies sense frens (Whip It!) és una comèdia dirigida per Drew Barrymore i escrita per Shauna Cross, que adapta la seva novel·la Derby Girl. La pel·lícula és el debut com a directora de Barrymore. Fou estrenada el 2 d'octubre del 2009 als Estats Units. Ha estat doblada al català.

## Argument
A la localitat de Bodeen, Texas, l'adolescent de 17 anys Bliss Cavendar (Ellen Page), una jove introvertida i insegura, està avorrida de la seva vida i de tots els concursos de bellesa en els que la seva mare insisteix que hi participi. Jove inadaptada, adorable i bruta, ruda, en un ambient d'estirats pares conservadors decimonònics, els quals volen que sigui model. La Bliss era una patinadora artística i als 8 anys, però amb l'obsessió de la seva mare per tenir una filla perfecta. La Bliss és una adolescent amb els cabells blaus, amant de la música i l'estil indie. Però, sent que això no és el que vol fer, la Bliss, davant els seus problemes familiars busca la seva sortida en sortir amb nois i el patinatge... i s'uneix a una lliga de roller derby en el seu lloc, esport pel qual s'obsessiona.
Així comença una història marcada per uns pares possessius que imposen el futur que escullen per la seva filla. La Bliss tracta de buscar la seva pròpia identitat entre la mediocritat generalitzada que li envolta. La vocació de la noia és el patinar practicant roller-derby, un esport de contacte sobre patins quad que coneix estant de compres amb la seva mare. La Bliss entra a través de Malice in Wonderland en un equip perdedor de rabioses rollers, però mentint sobre la seva edat. El to d'humor i crítica del guió, el bon elenc i la fúria del Roller Derby d'aquest film li ha valgut fer-se un buit a la creixent cultura underground del Roller Derby.
La Bliss sent que aquestes adolescents són les seves noves heroïnes: un cor de noies desbordades i úniques. No té idea de com patinar però la Maggie Mayhem (Kristen Wiig), una de les seves companyes d'equip, s'adona que patina bé. En un esforç per unir-se a la lliga, li diu als seus pares que aprèn a fer classes de preparació els dissabtes. La seva mare creu que està molt contenta i que està prenent alguna iniciativa en la seva vida, cap al que ells volen per ella. Quan la seva mare s'adona de la veritat, tot canviarà. Però sorgeix una història d'amor dins de la trama, la Bliss troba al líder d'una banda de punk. L'Iron Maven (Juliette Lewis), l'ajudarà a prendre decisions, en interpretar a una versió adulta de la Bliss, que ha passat per tot el que la jove està vivint com nou: "vaig trigar 30 anys a trobar el que era bo” diu.

## Repartiment
- Ellen Page com a Bliss Cavendar
- Alia Shawkat com a Pash
- Marcia Gay Harden com a Brooke Cavendar
- Daniel Stern com a Earl Cavendar
- Carlo Alban com a Dwayne
- Landon Pigg com a Oliver
- Jimmy Fallon com a 'Hot Tub' Johnny Rocket
- Kristen Wiig com a Maggie Mayhem
- Zoë Bell com a Bloody Holly
- Eve com a Rosa Sparks
- Drew Barrymore com a Smashley Simpson
- Andrew Wilson com a Razor
- Juliette Lewis com a Iron Maven
- Ari Graynor com a Eva Destruction

## Producció
Whip It! fou produïda per Barry Mendel i Drew Barrymore. La pel·lícula és una coproducció entre Mandate Pictures i Flower Films de Barrrymore. La pel·lícula va ser distribuïda per Fox Searchlight Pictures en el seu llançament cinematogràfic. Va llançar la seqüència de comandos per les empreses de producció diferents al mateix temps llançar el seu material d'origen a distints editors. El projecte de la pel·lícula fou inicialment per ser manejado per Warner Independent Pictures, però Mandate Pictures es va fer càrrec després de haber sigut postat en un cambi. La producció va començar l'estiu del 2008 a Michigan, el rodatge va començar el 26 de juliol, que va tenir lloc als voltants de Detroit, Saline i Ypsilanti, a l'estat de Michigan i Birch Run. Patinadores reals de roller derby foren seleccionades dels equips locals de Michigan, com les Detroit Derby Girls i les Grand Raggidy Roller Girls. Diverses escenes foren filmades a Austin, Texas.

## Rebuda
La pel·lícula va rebre en general comentaris positius dels crítics. En la revisió de Rotten Tomatoes es va informar que el 84% dels crítics van donar comentaris positius, basat en 179 comentaris. En una altra revisió, Metacritic va reportar el 61% con un 7.1 / 10, basat en 31 comentaris.
Estimacions dels estudis inicials va mostrar Whip It! en un empat al número 6 en el seu primer cap de setmana, la vinculació amb el capitalisme àmpliament a Capitalism: A Love Story, però va acabar en el 6è lloc amb 4.650.812 de dòlars, darrere de Zombieland, Pluja de mandonguilles, en el seu tercer cap de setmana, el de Toy Story / Toy Story 2 en 3-D de doble funció, substituts, en el seu segon cap de setmana i Increïble, però fals.